# Anna Ceeh

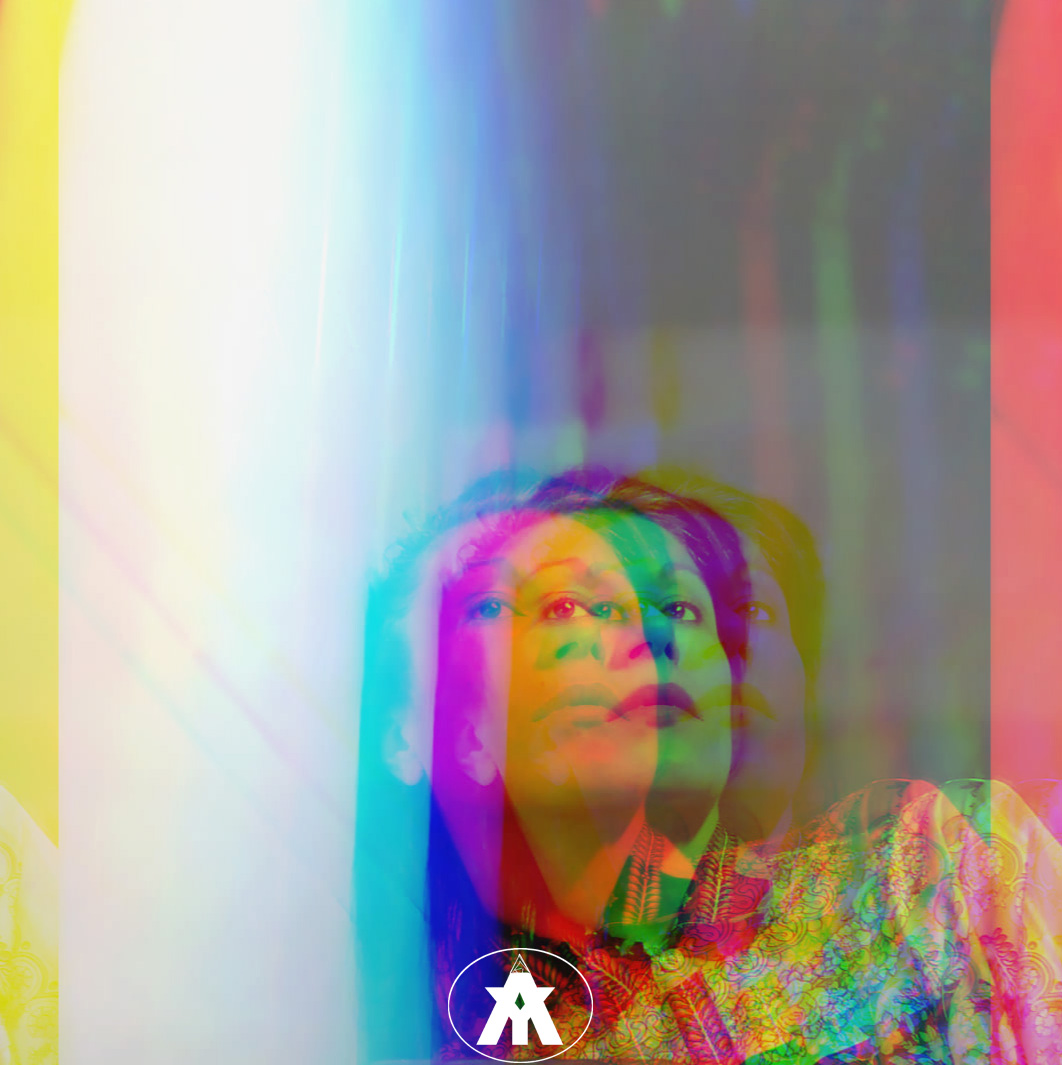
Selbstporträt von Anna Ceeh, 2025

Anna Ceeh (* 1974 in Leningrad, UdSSR) ist eine österreichische Künstlerin, Fotografin, Kuratorin, Festival-Organisatorin und Musiklabel-Managerin.

## Biografie
Ceeh ist die Tochter des russischen Malers Jury Mikhailov. Sie studierte von 1991 bis 1992 Finnougristik an der Staatlichen Universität St. Petersburg. Anschließend übersiedelte sie 1991 nach Deutschland, wo sie an der Universität Stuttgart von 1993 bis 1996 Romanistik und Literaturgeschichte studierte und von 1997 bis 1998 Neuere Deutsche Literaturwissenschaft an der Fernuniversität in Hagen. Im Jahr 1998 übersiedelte sie nach Wien und begann das Studium der Bildenden Kunst an der Akademie der bildenden Künste Wien bei Franz Graf und Harun Farocki, welches sie mit einem Diplom bei Matthias Herrmann beendete. Seit 2006 macht sie ein PhD Studium der Philosophie bei Diedrich Diederichsen.
Von 1991 bis 1992 arbeitete sie an der Herstellung der französischen TV-Sendung „ХОРОШО“ 1-20 bei FR3 mit. Zusammen mit Franz Pomassl gründete sie das Label Latona. 
Ebenfalls mit Franz Pomassl gründete sie das Klangforschungsprojekt Sonic Zones und den Zone Club in der Wiener Secession (2003–2012), das Radius Festival für fortgeschrittene elektronische Musik und verwandte visuelle Kunst aus postsowjetischen Ländern im CAT MAK in Wien.
Ihr Werk beschäftigt sich mit politischen, sozialen und Genderfragen unserer Zeit (Fotografie auf Video) und erweitert sich auf die Bereiche elektronische Musik und künstlerische sowie wissenschaftliche Forschung.
Seit 2012 ist sie Mitbegründerin des Art-Labels FXXXism Toshain / Ceeh (Wien-Sofia – St. Petersburg). Das Kunstkollektiv Anna Ceeh und Iv Toshain nimmt eine kritische Haltung gegenüber Ideologien ein und ist Basis für transpolitische Aktivitäten.
Bekannt wurde sie vor allem durch die Guerilla–Performance „Peace to the World“ im Jahr 2018, eine Anti Kriegs Performance am Roten Platz in Moskau in Zusammenarbeit mit Iv Toshain unter ihrem gemeinsamen Label FXXXism, bei der auch Künstlerinnen wie Marina Abramović, Valie Export und Carolee Schneemann mitarbeiteten. Die Performance „Peace to the World“ wurde 2016 im öffentlichen Raum in Wien und 2017 im Rahmen der 57. Venedig-Biennale gezeigt. Im selben Jahr war sie auch im Bereich Musikberatung und Sounddesign für den Film Kaviar von Elena Tikhonova tätig.
Ceeh lebt und arbeitet in Wien. Sie ist Mitglied der österreichischen IG Bildende Kunst. Sie wird seit 2007 von der Wiener Galerie Charim vertreten.

## Preise und Stipendien
- 2004 Innovationspreis der Stadt Wien, Österreich[6]
- 2005 International Studio Program-Stipendium des OCA (Office for Contemporary Art Norway) (Publikation), Oslo, Norwegen
- 2007 Emanuel und Sofie Fohn Stipendium, Österreich[7]

## Artist in Residencies
- 2024 Los Angeles, San Francisco, Silicon Valley (BMKOES, Abteilung für Film)
- 2018 Fabrica, Moskau, Bundeskanzleramt Kunst selektiert von Susanne Neuburger (MUMOK)
- 2017 TNW, Philippines (ausgewählt von Ursula Maria Probst, Melissa Lumbroso, Stephanie Misa)
- 2005 International Studio Programm-Stipendium des PCA (Office for Contemporary Art Norway, kuratiert von Ute Meta Bauer)

## Sammlungen
- Stadt Wien, Österreich
- Wien Museum, Österreich
- Artothek des Bundes, Österreich
- Ostbotnisches Museum
- Mass MoMa, New York
- The Land Foundation, Thailand (Rirkrit Tiravanija)
- Sammlungszentrum St. Pölten[8]

## Galerie

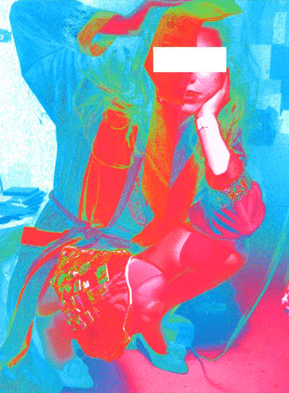
Ontological Rialities. Selbstporträt 020 (2004–2006)
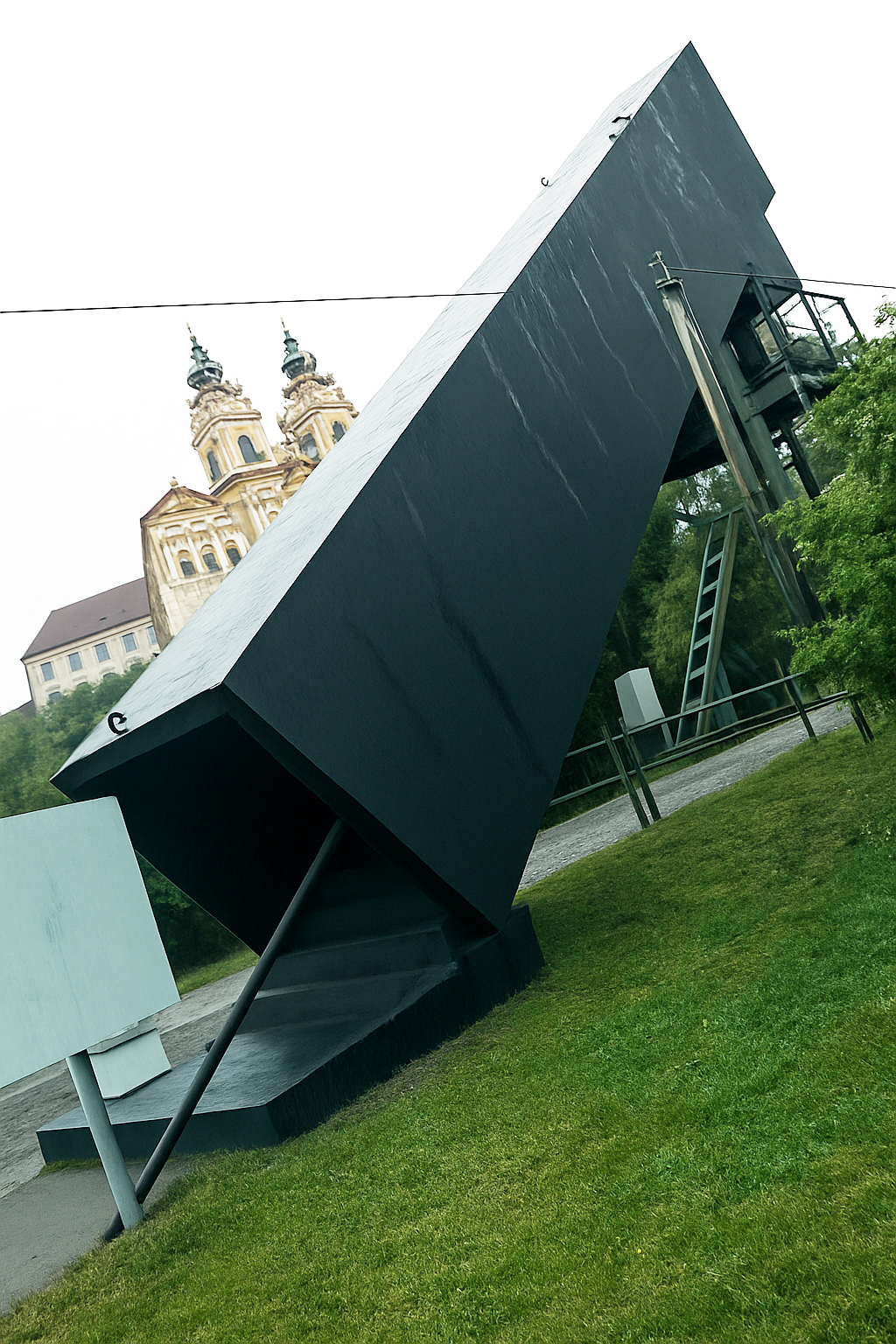
Melktribüne, Soundistallation – Blick vom Stift Melk (2010-12)
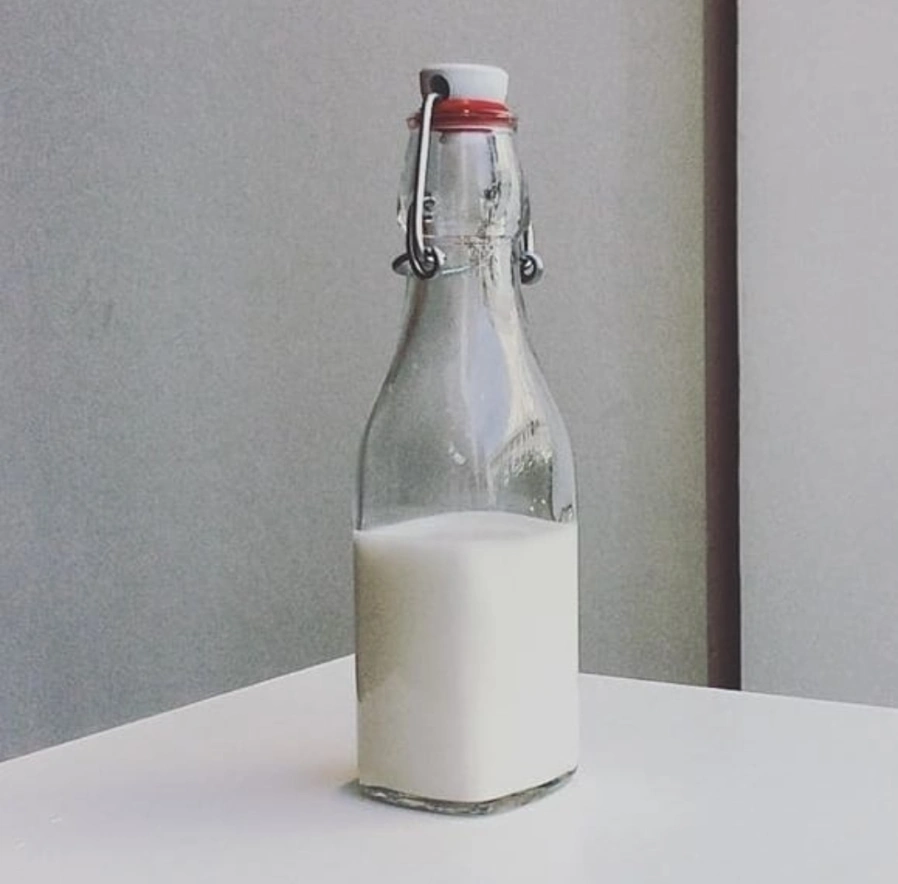
Artist’s Milk. The White Russian – Skulptur mit Wodka und Brustmilch, 2013
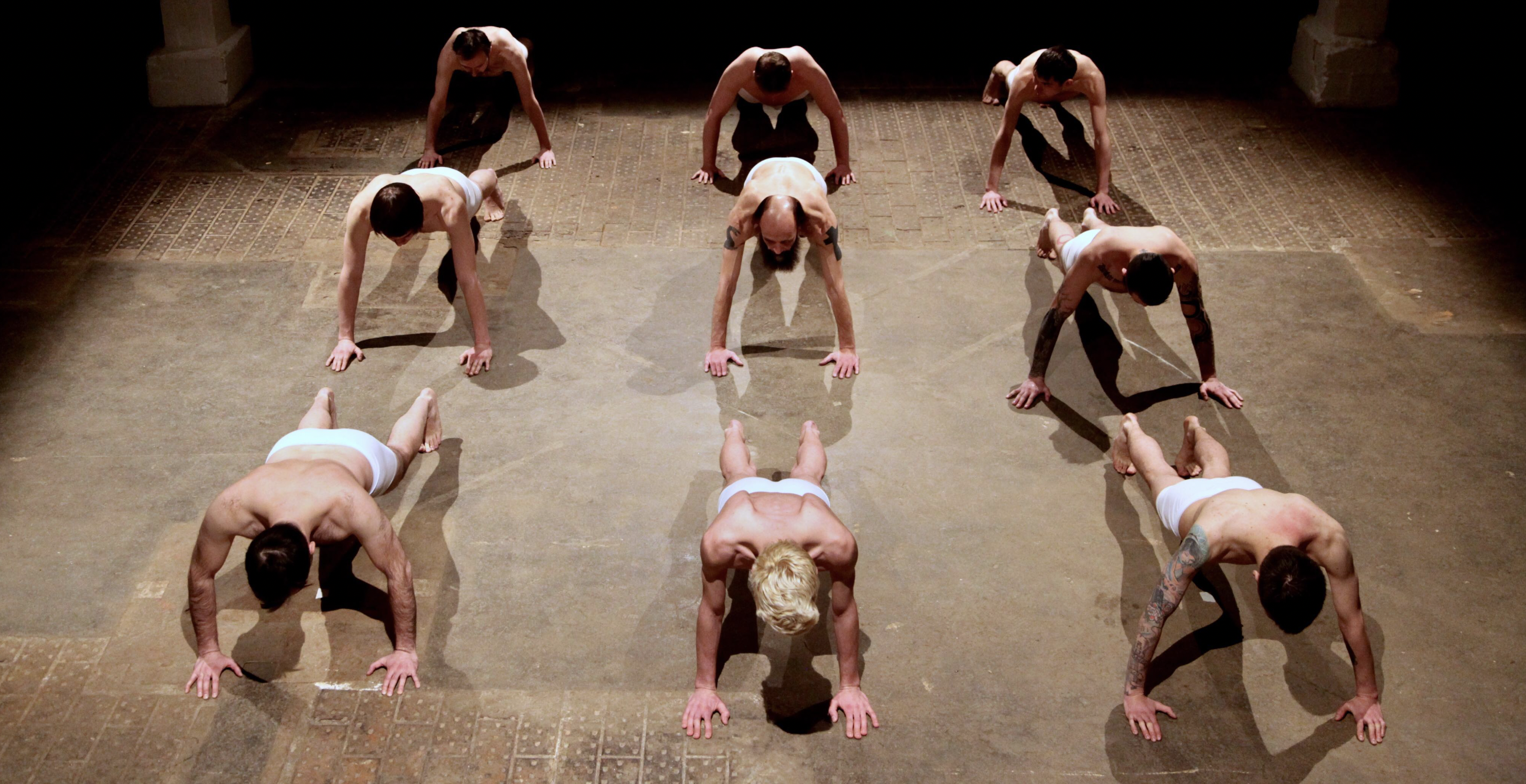
Anna Ceeh während der Performance *Men’s power*, CCI Fabrika, Moscow, 23. Februar 2018.
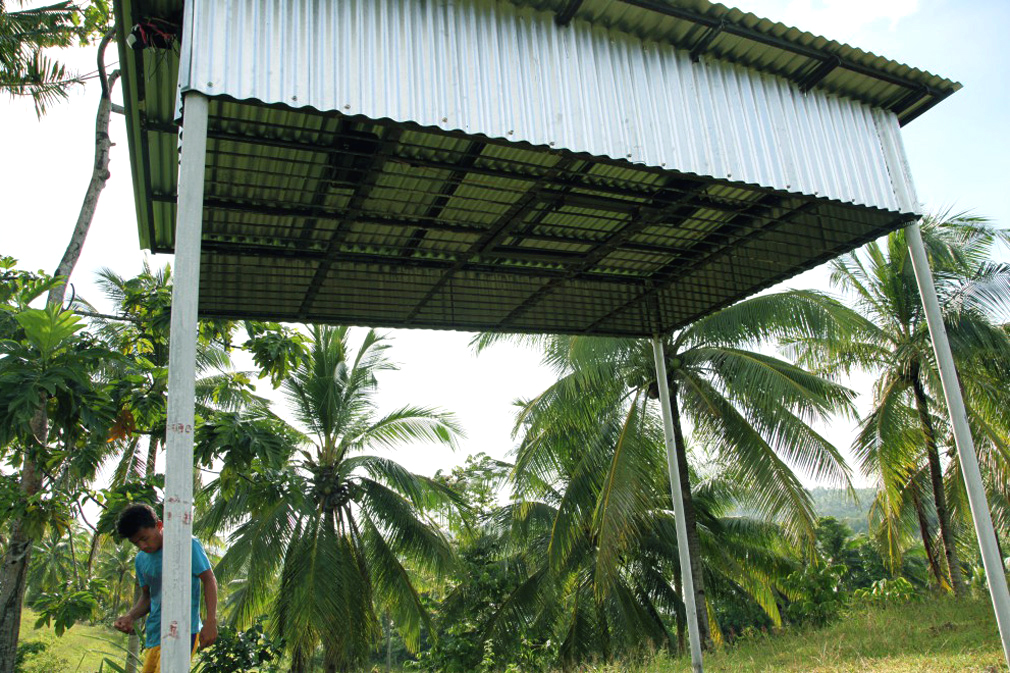
Anna Ceeh, Siagrao Tribüne - The cloud iron, Umweltkunstinstallation, Siargao Island, Philippines, 2017

## Ausstellungen (Auswahl)
- 2009: „X-topia“, Vienna Art Week, Wien[9]
- 2013: S/he is the one, Kunstraum Niederösterreich[10]
- 2013: Feminism, Charim Schleifmühlgasse, Charim Galerie Wien[11]
- 2013: Parallel Vienna 2013, Ehemaliges K. K. Telegrafenamt, Parallel Vienna[12]
- 2014: Objective Point of View, brut, Eyes On – Monat der Fotografie Wien 2014[13]
- 2014: Parkfair 2014. Terminator, Parkfair, Ehrenhalle – Kurator[14][15]
- 2014: Iv Toshain und Anna Ceeh: FeminismTC, Galerie in der Künstlerhauspassage[16]
- 2014: Franz Graf. Siehe was dich sieht, Belvedere 21[17]
- 2015: My colour is red – National Center for Contemporary Arts – Moscow/RU[18]
- 2019: Merdelamerdelamerdelamerdelamerdelamer, curated by_vienna 2019, MAM Mario Mauroner Contemporary Art[19]
- 2019: Fluca Season 2019, Austrian Cultural Pavilion, Golden Pixel Cooperative[20]
- 2020: Parallel Vienna 2020, Parallel Vienna, Altes Wiener Gewerbehaus[21]
- 2024: Art Vienna – International Art Fair[22]

## Ausstellungen unter dem Kunstlabel FXXXism
- 2008: Gespräch mit Anna Ceeh, Galerie Charim, Wien[23]
- 2013: Dis Play Prater Stern, fluc, Öffentlicher Raum Wien[24]
- 2013: Feminism, Charim Galerie Wien, Schleifmühlgasse, Wien[25]
- 2013: Anna Ceeh / Iv Toshain: ХАЙЛИГ - Kunstraum am Schauplatz -Büro Weltausstellung – Spiegelkabinett – kuratiert von Stefan Bidner, Wien[26]
- 2014: FeminismTC: ПРЕЙЪР – Poster Projekt im öffentlichen Raum, KÖR – Wien[27]
- 2015: Urban Diary, Charim Galerie Wien, Vienna Gallery Weekend 2015, Destination Wien EXTENDED[28]
- 2017: “МИР – МИРУ – FRIEDE” – Guerilla Performance – 57th Biennale di Venezia[29]
- 2017: “Fluxus Fire -Тотальный Огонь. Total Art Lighter 1”, Die Arbeit ist noch nicht zu Ende. Eine Ausstellung zu Praktiken der Anerkennung in der Arbeitswelt, Soho In Ottakring[30]
- 2018: „МИР- МИРУ- FRIEDE“, Roter Platz, Moskau, Russland[31]
- 2019: Wie wir arbeiten wollen – Kollektives Handeln und künstlerische Komplizinnenschaft, das weisse haus, Wien[32]
- 2019: Parallel Vienna 2019, Parallel Vienna, Lassallestraße 5, Wien[33]
- 2019: Merdelamerdelamerdelamerdelamerdelamer, MAM Mario Mauroner Contemporary Art, curated by_vienna 2019[34]

## Publikationen
- Anna Ceeh: Anna Ceeh. 2006[35]
- Sonic Zones inkl. der Co-Gestaltung (mit Franz Pomassl und Susanna Niedermayr) der 12-teiligen Radioserie im Ö1, 2010[36]
- Anna Ceeh. In: Richard Noyce. Printmaking. Off the Beaten Track, Bloomsbury, 2013; enthält: Werkabbildungen (englisch)[37]
- Austria Kultur International Jahrbuch der Österreichischen Auslandskultur 2020[38]